# 山川賢信
山川 賢信（やまかわ かねのぶ）は、安土桃山時代から江戸時代初期にかけての武将。伊達氏、松浦氏の家臣。

## 略歴
伊達政宗に仕える。慶長5年（1600年）、関ヶ原の戦いで上杉景勝軍と戦い戦功を挙げるが、その後伊達家を出奔、山川賢信と名を変え大坂城に入城する。
慶長19年（1614年）の大坂冬の陣では後藤基次の下で八丁目口の守備を任される。慶長20年（1615年）の大坂夏の陣では、道明寺の戦いで奮戦するも及ばず、北川宣勝と共に八幡滝本坊に隠れたがやがて自首した。徳川家康に罪を許され、その後は平戸藩主・松浦隆信の家臣となった。
道明寺で討死したとの説もある。